# العلاقات اليابانية الكندية
العلاقات اليابانية الكندية هي عبارة تصف العلاقات الخارجية بين كندا واليابان. يتمتع البلدان بعلاقة صداقة ودية في العديد من المجالات. بدأت العلاقات الدبلوماسية بين البلدين بشكل رسمي في عام 1928 مع افتتاح القنصلية اليابانية في أوتاوا. افتتحت كندا مفوضية لها في طوكيو في عام 1929، وهي الأولى في آسيا، وافتتحت اليابان في نفس العام قنصلية لها في أوتاوا على شكل مفوضية.
تأسست البعثة الكندية التي توجهت إلى اليابان في عام 1929، وهي أقدم بعثة كندية في آسيا وثالث أقدم بعثة غير تابعة للكومنولث بعد بعثتي الولايات المتحدة وفرنسا. تملك كندا سفارة في طوكيو وقنصلية في ناغويا. تملك اليابان سفارة في أوتاوا وأربع قنصليات عامة في كالغاري ومونتريال وتورنتو وفانكوفر. يُعد البلدان عضوان كاملان في منظمة التعاون الاقتصادي والتنمية، واتفاق الشراكة الشاملة والتقدمية عبر المحيط الهادئ، ومنتدى التعاون الاقتصادي لدول آسيا والمحيط الهادئ.

## التاريخ

### الاتصالات المبكرة

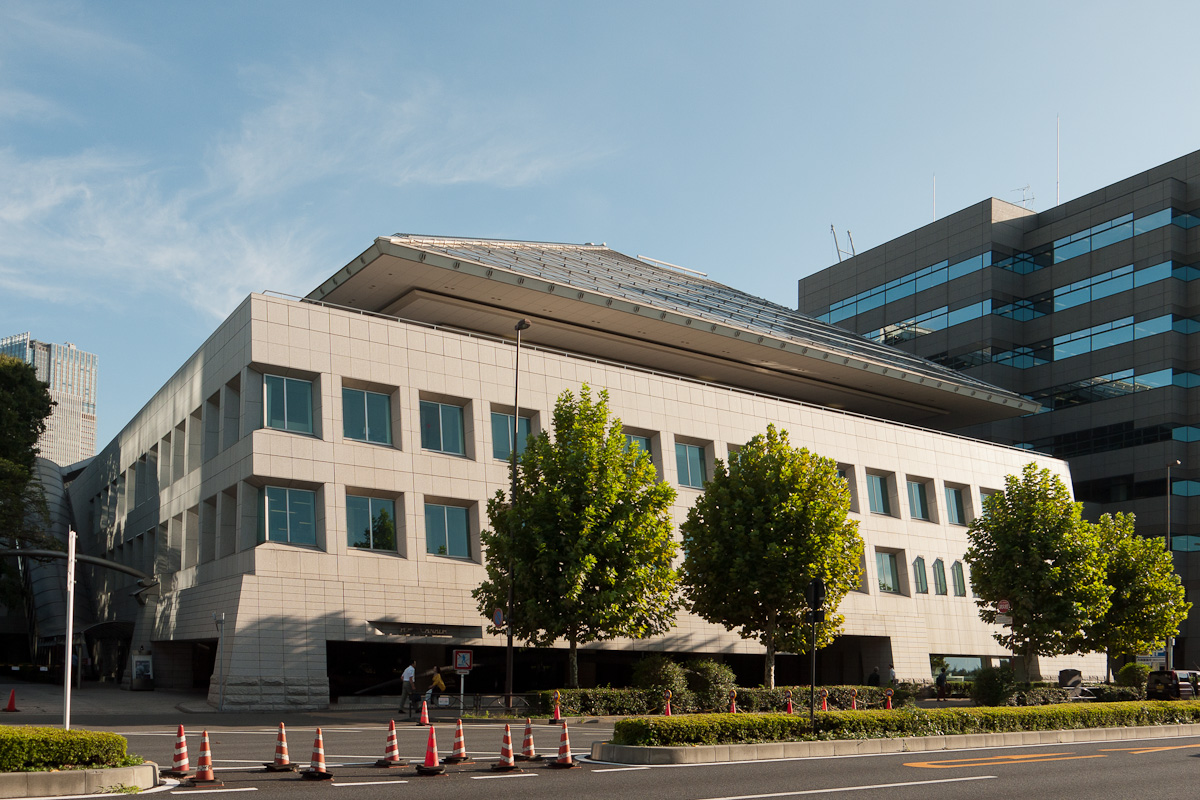
سفارة دولة كندا في طوكيو

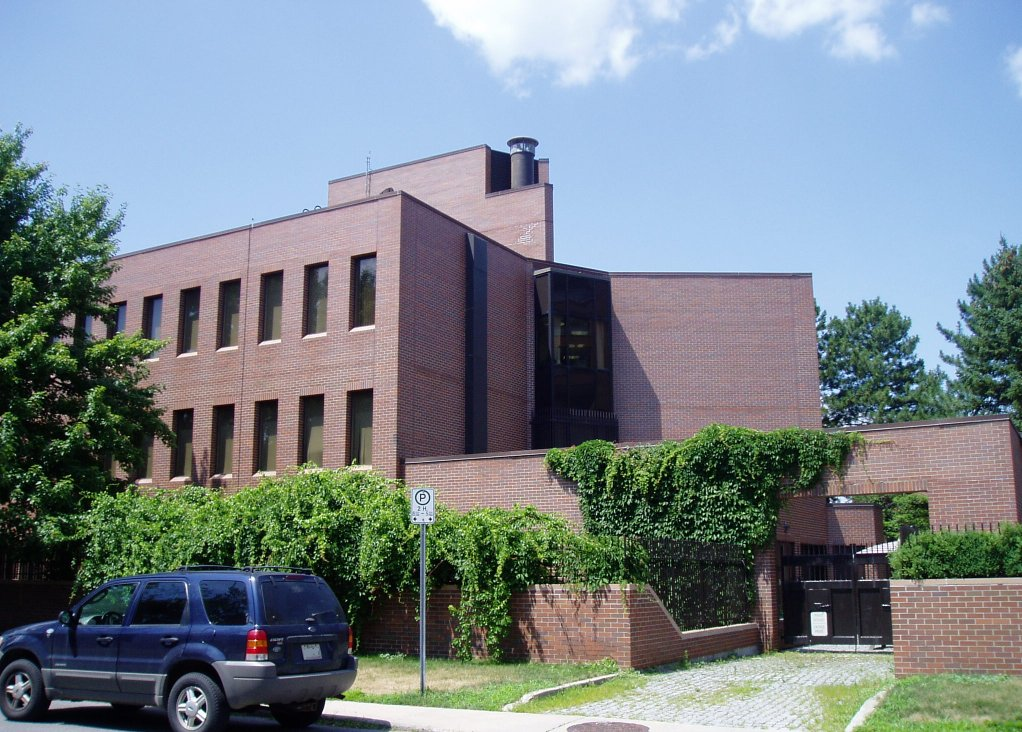
سفارة اليابان في أوتاوا

سبقت بعض الاتصالات اليابانية الكندية التأسيس المتبادل للمفوضيات الدائمة. هبط أول مهاجر ياباني معروف في كندا، مانزو ناغانو، في نيو وستمنستر في كولومبيا البريطانية عام 1877.
لعب عدد من المبعوثين الكنديين العاملين في اليابان خلال فترة مييجي أدوارًا مهمة في كل من تطوير الكنائس المسيحية اليابانية المحلية، بالإضافة إلى تحديث النظام التعليمي في اليابان. كان القس ألكسندر كروفت شو من هؤلاء المبعوثين، وهو شريك مقرب من فوكوزاوا يوكيتشي مؤسس جامعة كيو، وجي. جي. كوكران الذي ساعد في تأسيس جامعة دوشيشا ودايفدسون ماكدونالد الذي ساعد في تأسيس جامعة أوياما غاكوين.
فُتح الطريق البحري للسفن البخارية بين يوكوهاما وفانكوفر في عام 1887، وذلك بالإضافة إلى المركبات في الخدمة المحيطية التابعة للسكك الحديدية الباسيفيكية الكندية لترتيب رحلات منتظمة. تُعد سفينة أر إم إس إمبريس أوف أستراليا واحدة من هذه السفن الكندية، واكتسب قائدها سامويل روبنسون، جندي في قوات الاحتياط البحرية الملكية، شهرة دولية بسبب جهود الإنقاذ التي بُذِلت بعد زلزال كانتو الكبير في عام 1923.
عمل هربرت سيريل ثاكر من فوج المدفعية الميدانية الكندية الملكية في الميدان ملحقًا عسكريًا مع الجيش الياباني خلال الحرب اليابانية الروسية منذ عام 1904 حتى عام 1905. حصل على وسام الكنز المقدس من الدرجة الثالثة من قبل الحكومة اليابانية لخدماته خلال الحرب اليابانية الروسية، وحصل أيضًا على ميدالية الحرب اليابانية للخدمة خلال تلك الحملة.
كانت اليابان حليفة للإمبراطورية البريطانية خلال الحرب العالمية الأولى.

### افتتاح البعثات الدبلوماسية
كانت المفوضية التي افتتحتها كندا في طوكيو عام 1929 هي الثالثة خارج الكومنولث بعد واشنطن وباريس. تسلط هذه الحقيقة الضوء على الأهمية الاستثنائية التي أولتها كندا لليابان كمركز لأنشطتها الدبلوماسية في جميع أنحاء آسيا. يعود سبب إنشاء المفوضية بشكل كبير إلى المشاعر المعادية لآسيا في مقاطعة كولومبيا البريطانية الكندية خلال النصف الأول من القرن العشرين. كان رئيس الوزراء الكندي وليام ليون ماكنزي كينغ حريصًا على الحد من الهجرة اليابانية إلى كندا، وقال «إن طريقتنا الفعالة الوحيدة للتعامل مع المسألة اليابانية هي أن يكون لدينا وزيرنا الخاص في اليابان من أجل تأشيرات جوازات السفر». من الجدير بالذكر أن قنصلية اليابان في فانكوفر تأسست عام 1889، وذلك قبل 40 عامًا من افتتاح سفارتها في أوتاوا عام 1929.
كان أول وزير ياباني في كندا هو الأمير إيماسا توكوغاوا، الذي خدم منذ عام 1929 حتى عام 1934. كان أول وزير كندي في اليابان السير هربرت مارلر منذ عام 1929 حتى عام 1936.

### الحرب العالمية الثانية

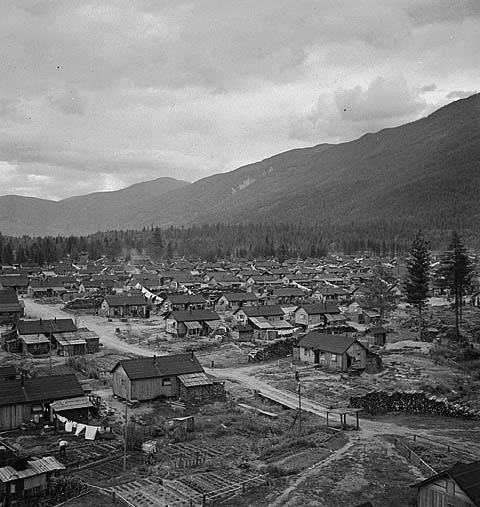
معسكر اعتقال لليابانيين الكنديين في كولومبيا البريطانية.

انقطعت العلاقات الدبلوماسية في عام 1941 مع بداية حرب المحيط الهادئ. احتجزت كندا اليابانيين الكنديين أثناء الحرب بعد تشريع قانون إجراءات الحرب لأغراض «الأمن القومي». أُلغي العديد من حقوق اليابانيين الكنديين، بما في ذلك الحق في العمل في أي مهنة يختارونها وكذلك حقهم في الملكية.
قاتلت القوات اليابانية والكندية بعضها البعض خلال معركة هونغ كونغ، معركتهم المباشرة الوحيدة خلال حرب المحيط الهادئ، بعد ثماني ساعات من الهجوم على بيرل هاربر. انتهت المعركة مع الاحتلال الياباني لهونغ كونغ.

### ما بعد الحرب
عاد الممثلون الكنديون إلى طوكيو في عام 1946 في أعقاب استسلام اليابان غير المشروط لقوات التحالف بعد القصف الذري لهيروشيما وناجازاكي. افتتحت اليابان أيضًا مكتبًا دبلوماسيًا في أوتاوا في عام 1951 للتحضير لاستئناف العلاقات الدبلوماسية في المستقبل. رافق الاستعادة الكاملة للعلاقات اليابانية الكندية معاهدة سان فرانسيسكو للسلام في عام 1952.
ترقّت المفوضية الكندية في طوكيو إلى سفارة، وعُيِّن روبرت مايهيو أول سفير كندي في اليابان بعد الحرب العالمية الثانية. أنشأت اليابان أيضًا سفارة في أوتاوا وأصبح ساداو إيغوتشي أول سفير ياباني في كندا.
تصرفت كندا بطرق مختلفة لمساعدة اليابان في العودة إلى المجتمع الدولي. قُبِلت اليابان عضوًا في مؤتمر خطة كولومبو الذي عُقد في أوتاوا عام 1954 بمبادرة من كندا، وهو نفس العام الذي أُبرِمت فيه الاتفاقية الثنائية بشأن التجارة. أيدت كندا إدراج اليابان في الاتفاقية العامة للتعريفة الجمركية والتجارة (الجات)؛ وكانت كندا واحدة من عدد قليل من الدول التي منحت اليابان وضع الدولة الأولى بالرعاية عندما دخلت اليابان في اتفاقية الجات.
رُشِّحت اليابان من قبل كندا، وحصلت على دعمها عندما انضمت إلى الأمم المتحدة في عام 1956. أظهرت كندا بالمثل دعمًا قويًا لقبول اليابان في منظمة التعاون الاقتصادي والتنمية في عام 1963.

### عملية الاستحقاق
كان الحدث الأبرز الذي رمز إلى استعادة العلاقات الكندية اليابانية هو زيارة الأمير أكيهيتو (الإمبراطور الذي أتى لاحقًا بين عامي 1989-2019) إلى كندا في عام 1953. تبادل رئيس الوزراء الكندي لويس سانت لوران ورئيس الوزراء الياباني يوشيدا شيغه-رو الزيارات في العام التالي.
أبرمت اليابان وكندا منذ الخمسينيات عددًا من الاتفاقيات الثنائية المتعلقة بالمسامك، والتجارة، والطيران، والخدمات البريدية، والطاقة الذرية والثقافة. كان هناك العديد من الزيارات المتبادلة من قبل كل من رئيس الوزراء الياباني والكندي أيضًا. زار رؤساء الوزراء اليابانيون نوبوسوكه كيشي، وهاياتو إيكيدا، وكاكويه تاناكا، وماسايوشي أوهيرا، وزينكو سوزوكي، وياسوهيرو ناكاسونه، ونوبورو تاكا شيتا، وتوشيكي كايفو، وتومي-إتشي موراياما، وريوتارو هاشيموتو، وكيزو أوبوتشي، ويوشيرو موري، وجونيتشيرو كويزومي كندا بعد ستينيات القرن الماضي. زار اليابان رؤساء الوزراء الكنديون جون ديفنبيكر، وبيير ترودو، وجو كلارك، وبريان مولروني، وكيم كامبل، وجان كريتيان، وبول مارتن.
قدم رئيس الوزراء بريان مولروني خلال هذه الفترة اعتذارًا في مجلس العموم عن المعاملة غير العادلة لليابانيين الكنديين خلال الحرب العالمية الثانية. وقع رئيس الوزراء مولروني والجمعية الوطنية لرئيس اليابانيين الكنديين آرت ميكي على اتفاقية الإصلاح لتسوية القضايا التاريخية الماضية في عام 1988 ردًا على الاعتقال الياباني الكندي.
استُقبِل رئيس الوزراء الكندي ستيفن هاربر في عام 2008 في قصر طوكيو الإمبراطوري، وذلك بمناسبة الذكرى الثمانين لبدء العلاقات الدبلوماسية الرسمية بين كندا واليابان. ذهب الإمبراطور أكيهيتو والإمبراطورة ميتشيكو بزيارة دولة إلى كندا للمرة الأولى في يوليو عام 2009.
كتب رئيس الوزراء الكندي ستيفن هاربر في مارس عام 2011 كتاب عزاء، وأرسله لملايين اليابانيين ورئيس الوزراء ناوتو كان عقب زلزال وتسونامي توهوكو وكارثة فوكوشيما دايتشي النووية في عام 2011 في منطقة تشوبو، وكانتو، وتوهوكو وطوكيو التي تأثرت بانقطاع الكهرباء فيها.
زار رئيس الوزراء الكندي ستيفن هاربر منطقة سنداي الساحلية باليابان في 26 مارس عام 2012.

## مقارنة بين البلدين
هذه مقارنة عامة ومرجعية للدولتين:
| وجه المقارنة                                              | اليابان         | كندا                     |
| --------------------------------------------------------- | --------------- | ------------------------ |
| المساحة (كم2)                                             | 377.97 ألف      | 9.98 مليون               |
| عدد السكان (نسمة)                                         | 126.79 مليون    | 35.70 مليون              |
| الكثافة السكانية (ن./كم²)                                 | 335.45          | 3.58                     |
| العاصمة                                                   | طوكيو           | أوتاوا                   |
| اللغة الرسمية                                             | اللغة اليابانية | لغة إنجليزية، لغة فرنسية |
| العملة                                                    | ين ياباني       | دولار كندي               |
| الناتج المحلي الإجمالي (بليون دولار)                      | 4.87 تريليون    | 1.65 تريليون             |
| الناتج المحلي الإجمالي (تعادل القوة الشرائية) بليون دولار | 5.18 تريليون    | 1.59 تريليون             |
| الناتج المحلي الإجمالي الاسمي للفرد دولار أمريكي          | 34.52 ألف       | 43.25 ألف                |
| الناتج المحلي الإجمالي للفرد دولار أمريكي                 | 36.62 ألف       | 45.07 ألف                |
| مؤشر التنمية البشرية                                      | 0.903           | 0.913                    |
| رمز المكالمات الدولي                                      | +81             | +1                       |
| رمز الإنترنت                                              | .jp             | .ca                      |
| المنطقة الزمنية                                           | توقيت اليابان   |                          |

## مدن متوأمة
في ما يلي قائمة باتفاقيات التوأمة بين مدن يابانية وكندية:
- ترتبط ساغاميهارا مع تورونتو باتفاقية توأمة منذ 6 أكتوبر 1985.
- ترتبط يوجي مع كاملوبس باتفاقية توأمة.
- ترتبط سيتاغايا مع وينيبيغ باتفاقية توأمة.
- ترتبط كارييا مع ميسيساغا باتفاقية توأمة.
- ترتبط كيوتو مع كيبك باتفاقية توأمة منذ 29 أغسطس 1997.[19][19][20][20]
- ترتبط يوكوهاما مع فانكوفر باتفاقية توأمة منذ 1968.
- ترتبط هاكوداته مع هاليفاكس باتفاقية توأمة منذ 28 يوليو 1992.
- ترتبط هيروشيما مع مونتريال باتفاقية توأمة منذ 1983.
- ترتبط موريوكا مع فيكتوريا باتفاقية توأمة.
- ترتبط سايتاما مع نانيامو إي باتفاقية توأمة.
- ترتبط كيتامي مع Barrhead, Alberta [الإنجليزية]‏ باتفاقية توأمة منذ 1985.[21][21][22][23]
- ترتبط فوجيساوا مع وندسور باتفاقية توأمة.
- ترتبط فوكوياما مع هاميلتون باتفاقية توأمة.
- ترتبط أسغو مع بيرث [الإنجليزية]‏ باتفاقية توأمة.[24]
- ترتبط هوكايدو مع ألبرتا باتفاقية توأمة.[25]
- ترتبط هاكونه مع جاسبر [الإنجليزية]‏ باتفاقية توأمة.
- ترتبط تشيبا مع شمال فانكوفر [الإنجليزية]‏ باتفاقية توأمة.
- ترتبط كاغا مع هاميلتون باتفاقية توأمة.

## منظمات دولية مشتركة
يشترك البلدان في عضوية مجموعة من المنظمات الدولية، منها:
| علم المنظمة | اسم المنظمة                                      | تاريخ انضمام اليابان | تاريخ انضمام كندا |
| ----------- | ------------------------------------------------ | -------------------- | ----------------- |
|             | البنك الإفريقي للتنمية                           | ?                    | ?                 |
|             | المنظمة الهيدروغرافية الدولية                    | ?                    | ?                 |
|             | مجموعة العشرين                                   | ?                    | ?                 |
|             | منظمة الشرطة الجنائية الدولية                    | ?                    | ?                 |
|             | الاتحاد البريدي العالمي                          | ?                    | ?                 |
|             | بنك التنمية الآسيوي                              | 1966                 | 1966              |
|             | منظمة التجارة العالمية                           | ?                    | ?                 |
|             | منظمة التعاون الاقتصادي والتنمية                 | ?                    | ?                 |
|             | الفريق المعني برصد الأرض                         | ?                    | ?                 |
|             | مجموعة الموردين النوويين                         | ?                    | ?                 |
|             | مؤسسة التنمية الدولية                            | 27 ديسمبر 1960       | 24 سبتمبر 1960    |
|             | الوكالة الدولية للطاقة                           | ?                    | ?                 |
|             | منتدى التعاون الاقتصادي لدول آسيا والمحيط الهادئ | 6 نوفمبر 1989        | 6 نوفمبر 1989     |
|             | مؤسسة التمويل الدولية                            | 20 يوليو 1956        | 20 يوليو 1956     |
|             | منظمة حظر الأسلحة الكيميائية                     | ?                    | ?                 |
|             | الأمم المتحدة                                    | 18 ديسمبر 1956       | 9 نوفمبر 1945     |
|             | الاتحاد الدولي للاتصالات                         | 29 يناير 1879        | 1 يوليو 1908      |
|             | البنك الدولي للإنشاء والتعمير                    | 13 أغسطس 1952        | 27 ديسمبر 1945    |
|             | مجموعة أستراليا                                  | 1985                 | 1985              |
|             | المركز الدولي لتسوية المنازعات الاستشارية        | 16 سبتمبر 1967       | 1 ديسمبر 2013     |
|             | عصبة الأمم                                       | ?                    | ?                 |
|             | وكالة ضمان الاستثمار متعدد الأطراف               | 12 أبريل 1988        | 12 أبريل 1988     |
|             | مجموعة الثماني                                   | ?                    | ?                 |
|             | نظام تحكم تكنولوجيا القذائف                      | 1987                 | 1987              |
|             | يونسكو                                           | 2 يوليو 1951         | 4 نوفمبر 1946     |
|             | منتدى آسيان الإقليمي ‏                            | ?                    | ?                 |

## أعلام
هذه قائمة لبعض الشخصيات التي تربطها علاقات بالبلدين:
- أرون كيلر (لاعب هوكي جليد كندي، 1 مارس 1975 – )
- أودري كوباياشي (1951 – )
- إيرين أوشيدا (8 أبريل 1917 – 30 يوليو 2013)
- إيسي ناكاجيما فاران (لاعب كرة قدم كندي، 16 مايو 1984[35] – )
- برايان كليمنت (21 مارس 1977 – )
- تاكيشي ميازاوا (فنان كندي، 19 أبريل 1978 – )
- تيم أوكامورا (فنان كندي، 1968 – )
- جلين ميتشيباتا (لاعب كرة مضرب كندي، 13 يونيو 1962 – )
- دينيس أكياما (ممثل كندي من أصل ياباني، 22 يونيو 1952 – 28 يونيو 2018)
- مارك ساكاموتو (4 يوليو 1977 – )
- نانا سميث (لاعبة كرة مضرب يابانية، 10 أبريل 1971 – )
- نينا ماتسوموتو (فنانة قصص مصورة كندية، 18 نوفمبر 1984 – )

## معرض صور

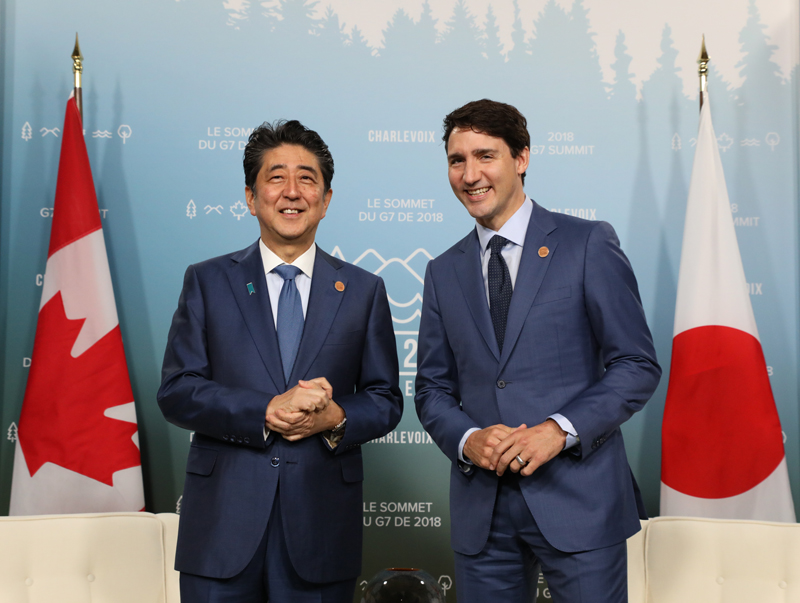
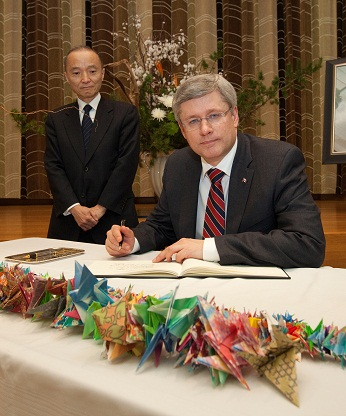
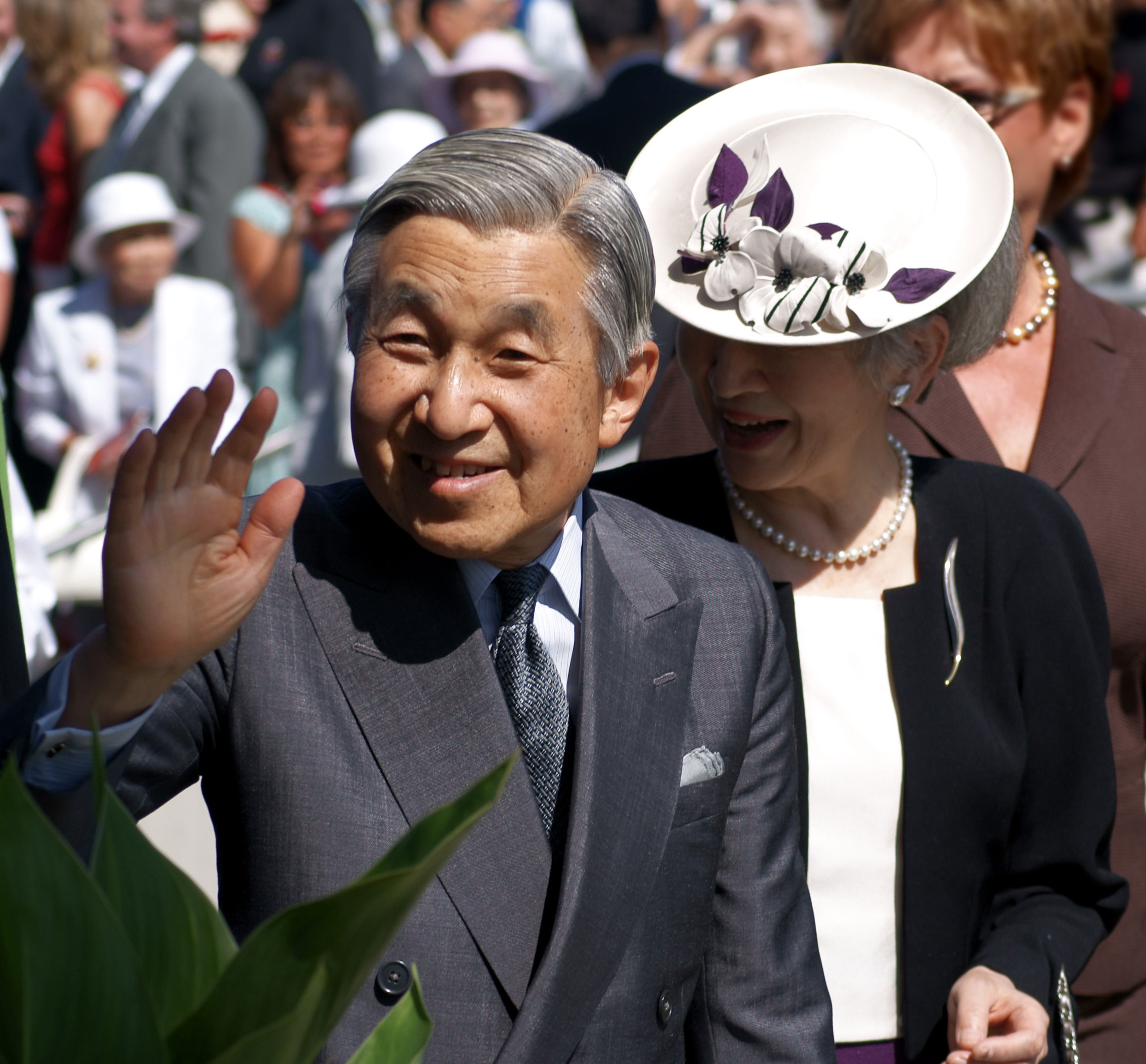

## وصلات خارجية
- موقع وزارة الخارجية اليابانية
- موقع وزارة الخارجية الكندية